# Liste des primats de l'Église orthodoxe en Amérique
 (août 2009).
Si vous disposez d'ouvrages ou d'articles de référence ou si vous connaissez des sites web de qualité traitant du thème abordé ici, merci de compléter l'article en donnant les références utiles à sa vérifiabilité et en les liant à la section « Notes et références ».
Liste des primats de l'Église orthodoxe en Amérique

## Métropolites de toute l'Amérique et du Canada
- Platon (Rojdestvenski) (ru) (1922-1934)
- Théophile (Paсhkovski) (en) (1934-1950)
- Léonce (Tourkevitch) (en) (1950-1965)
- Irénée (Bekich) (en) (1965-1977)
- Théodose (Lazor) (en) (1977-2002)
- Germain (Swaiko) (en) (2002-2008))
  - Démètre (Royster), Archevêque de Dallas et du Sud (locum tenens) (2008)
- Jonas (Paffhausen) (en) (2008-2012)
  - Nathanael (Popp), Archevêque de Détroit et de l'Épiscopat roumain (locum tenens)
- Tikhon (Mollard) (depuis 2012)